# Saint-Laurent-d'Olt
 Saint-Laurent-d'Olt  (en occitano Sant Laurenç) es una población y comuna francesa, situada en la región de Mediodía-Pirineos, departamento de Aveyron, en el distrito de Millau y cantón de Campagnac.

## Demografía
| 759 | 745 | 728 | 658 | 659 | 619 |
| Para los censos de 1962 a 1999 la población legal corresponde a la población sin duplicidades (Fuente: INSEE [Consultar]) |     |     |     |     |     |